# Microsteira
Microsteira là một chi thực vật có hoa trong họ Malpighiaceae.

## Loài
Chi Microsteira gồm các loài: